# Trump Entertainment Resorts
Trump Entertainment Resorts — американская корпорация, занимавшаяся строительством и управлением казино, курортов и гостиничных комплексов. Основана в 1995 году как Trump Hotels & Casino Resorts бизнесменом Дональдом Трампом. Штаб-квартира компании находилась в Атлантик-Сити, штат Нью-Джерси. Несмотря на свою деятельность и масштабные проекты, компания неоднократно сталкивалась с финансовыми трудностями, что привело к ее ликвидации в 2014 году.

### История
Основание (1995):
Компания была основана Дональдом Трампом после реструктуризации его игорного бизнеса. На момент основания она объединила несколько казино и отелей, включая Trump Taj Mahal, Trump Plaza и Trump Marina. Компания вышла на Нью-Йоркскую фондовую биржу под тикером "DJT".
Период расцвета:
В конце 1990-х годов Trump Entertainment Resorts считалась одной из ведущих компаний в индустрии казино в Атлантик-Сити. Крупнейшим объектом компании стал Trump Taj Mahal, открытый в 1990 году. Этот курорт был известен своей роскошью, масштабами и назывался "восьмым чудом света".
Финансовые проблемы:
Несмотря на высокие доходы, компания с самого начала страдала от значительных долгов. В 2004, 2009 и 2014 годах она подавала заявления о банкротстве. Постоянное ухудшение финансового положения компании было связано с высокой конкуренцией, снижением доходов от казино и дорогими кредитами.
Потеря контроля Дональдом Трампом:
После нескольких банкротств Дональд Трамп постепенно утратил контроль над компанией. В 2009 году он вышел из правления, оставив за собой лишь небольшую долю акций.
Ликвидация (2014):
Последний крупный актив компании, Trump Taj Mahal, был закрыт в 2016 году, уже под управлением нового владельца — компании Icahn Enterprises. Таким образом, бренд Trump был окончательно вытеснен из игорного бизнеса.

### Основные объекты
1. Trump Taj Mahal (1990–2016) — крупнейший курорт компании, располагавшийся в Атлантик-Сити.
2. Trump Plaza (1984–2014) — первый объект, построенный Дональдом Трампом.
3. Trump Marina (1985–2011) — позже продан и переименован в Golden Nugget Atlantic City.

### Значение
Хотя компания прекратила существование, её история демонстрирует как взлеты, так и падения игорной индустрии Атлантик-Сити. Бренд Дональда Трампа сыграл ключевую роль в создании образа роскошных казино, однако его методы ведения бизнеса подвергались широкой критике из-за частых банкротств и долгов.